# Sebastian Spreng
Sebastian Spreng (Esperanza, 6 de abril de 1956) é um artista contemporâneo argentino-americano.

## Biografia

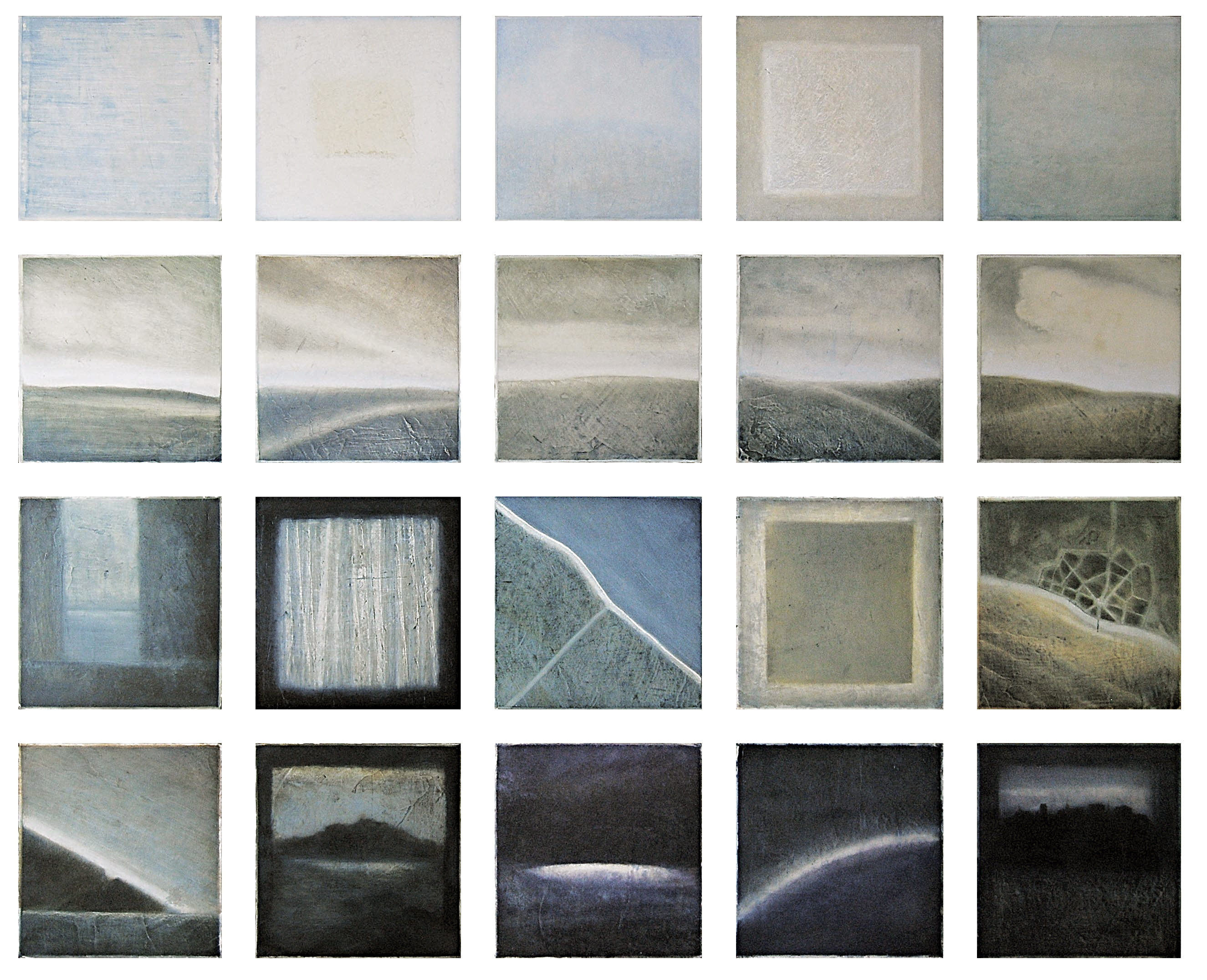
Delicate Balance

Nascido em Esperanza, Santa Fé (Argentina) descendentes de alemão, é um artista autodidata (pintor, ilustrador, cenógrafo) e jornalista ligado ao lado de sua mãe para o escritor Eduardo Gudiño Kieffer (1935-2002), também natural de Esperança, a primeira organizada formalmente colônias agrícolas na Argentina, formada por 200 famílias de imigrantes da Suíça e na Alemanha.
Passou sua infância em Esperanza e da campanha na Argentina (La Pampa), e da costa atlântica, em Mar del Plata de viagem para Buenos Aires em 1973. Aos 17, ele teve sua primeira exposição na Buenos Aires.
Durante a década de 1980 mudou-se para Miami (Flórida) - onde vive e trabalha hoje - e tem sido uma presença vital no cenário da arte na Flórida desde então. Desde sua chegada na Flórida, teve exposições individuais e de grupo, em Boston, Seattle, Atlanta, Toronto, Caracas, Düsseldorf, Essen, Munique, Osaka, Tokyo, Panamá, Itália, em Buenos Aires e Miami.
Suas obras foram incluídas na Universidade de Miami, Lowe Art Museum na exposição Paradise Lost, em Miami-Dade Public Library System e a exposição de artistas latino-americanos da Flórida para Palazzo Mediceo, Seravezza, Toscana, Itália , 2002.
Em 1998 e 2004, na Christie's de Nova York, entre outros mestres da América Latina e seu nome foi incluído no livro "Leonard's Price Index Arte Latino-americana em Leilão", de Susan Theran.
Em 2009, sua obra Daphne foi selecionado para o livro "Speak for the Trees", além de outros 70 artistas, como David Hockney, Christo, Gornik abril, Yoko Ono, Julie Heffernan, Robert Longo, Mark Ryden, os Irmãos Starn, etc.
A música é geralmente presentes em seu trabalho e seu conjunto foram baseados em estruturas musicais intitulada Liederkreis Opus I e II, Ring paisagens em Der Ring des Nibelungen Wagner, Sinfonietta, Impromptus, música de câmara, etc.
Selecionado como cobrir ilustrações para cartazes Florida Philharmonic Orchestra, New World Symphony Orchestra  o Florida Grand Opera na  e as capas de CD em gravações, entre outros, o compositor Henryk Górecki, Ildebrando Pizzetti e Grammy Award Da Pacem com obras de Arvo Pärt para Harmonia Mundi.
Desde 1988 escritos sobre música erudita para revistas e jornais. Sua carreira na música começou a escrever como correspondente estrangeiro para Clásica Magazine, Argentina. Ao longo dos últimos vinte anos como jornalista e crítico de música, ele entrevistou  Luciano Berio, Michael Tilson Thomas, Renata Scotto, Thomas Hampson, Anne Sofie von Otter, Deborah Voigt, Evgeny Kissin e Pinchas Zukerman.